# Список богатейших предпринимателей Российской империи (1914)
Список 30 богатейших русских на начало XX века (1914 год) по версии журнала Forbes.
Рейтинг создан весной 2005 года по архивным документам. Рейтинг является относительным и скорее показывает общую картину начала XX века.

## Рейтинг
| Имя                                                                   | Источник                                                  | Состояние, млн золотых руб. 1913 года | Состояние, млн $ 2000 года | Период            |
| --------------------------------------------------------------------- | --------------------------------------------------------- | ------------------------------------- | -------------------------- | ----------------- |
| Н. А. Второв                                                          | торговля, промышленность, банки                           | > 60                                  | > 660                      | в 1914 году       |
| Нобели                                                                | машиностроение, нефть                                     | 60                                    | 660                        | в 1914 году       |
| Поляковы (С. С. Поляков, Д. С. Поляков, Л. С. Поляков, Я. С. Поляков) | железные дороги, торговля, банки, недвижимость            | 49,5                                  | 544,5                      | в 1914 году       |
| князь С. С. Абамелек-Лазарев                                          | горная промышленность, металлургия                        | 45                                    | 500                        | в 1914 году       |
| Морозовы                                                              | текстильная промышленность, торговля                      | > 40                                  | 440                        | в 1914 году       |
| Вогау                                                                 | торговля, промышленность, банки                           | 41                                    | 451                        | в 1914 году       |
| Б. А. Каменка                                                         | банки                                                     | 40                                    | 440                        | в 1914 году       |
| Половцовы                                                             | банки, промышленность                                     | 30                                    | 330                        | на начало XX века |
| Рябушинские                                                           | торговля, промышленность, банки                           | 25—35                                 | 330                        | в 1914 году       |
| Гинцбурги                                                             | торговля, банки, золотодобыча, сахарная промышленность    | > 25                                  | 275                        | в 1914 году       |
| Н. Н. Коншин                                                          | торговля, текстильная промышленность                      | 25                                    | 275                        | на начало XX века |
| Кнопы                                                                 | торговля, текстильная промышленность                      | 15—20                                 | 187                        | в 1913 году       |
| А. К. Алчевский                                                       | торговля, промышленность, банки                           | 12—30                                 | 187                        | в 1900 году       |
| Кёниг (наследники)                                                    | сахарная и текстильная промышленность, сельское хозяйство | > 21                                  | 231                        | в 1911 году       |
| Г. Г. Солодовников                                                    | торговля, недвижимость, банки                             | 21                                    | 231                        | в 1901 году       |
| Балашовы                                                              | землевладение, промышленность                             | > 15                                  | 165                        | на начало XX века |
| Н. А. Терещенко                                                       | торговля, производство сахара, землевладение              | > 15                                  | 165                        | в 1902 году       |
| И. И. Воронцов-Дашков                                                 | земледелие, промышленность, нефть                         | > 15                                  | 165                        | на начало XX века |
| Гукасовы (Павел Осипович, Абрам Осипович, Аршак Осипович)             | нефть, банки, судостроение                                | 15                                    | 165                        | в 1914 году       |
| Стахеевы                                                              | торговля, промышленность, золотодобыча                    | > 13                                  | 143                        | в 1913 году       |
| Гарелины                                                              | текстильная промышленность, финансы                       | 10—15                                 | 132                        | в 1915 году       |
| А. И. Манташев                                                        | нефть                                                     | > 10                                  | 110                        | на начало XX века |
| С. Г. Лианозов                                                        | нефть                                                     | > 10                                  | 110                        | в 1915 году       |
| А. И. Путилов                                                         | банки, промышленность                                     | > 10                                  | 110                        | в 1915 году       |
| Бродские                                                              | торговля, банки, сахарная промышленность                  | 10                                    | 110                        | на начало XX века |
| Смирновы                                                              | текстильная промышленность                                | 10                                    | 110                        | в 1914 году       |
| Красильщиковы                                                         | текстильная промышленность                                | 8,8                                   | 96,8                       | в 1913 году       |
| Смирновы                                                              | вино-водочное производство, торговля                      | 8,7                                   | 95,7                       | на начало XX века |
| К. И. Солдатенков                                                     | торговля                                                  | 8                                     | 88                         | в 1901 году       |
| Коноваловы                                                            | текстильная промышленность                                | 7                                     | 77                         | в 1912 году       |
| Прохоровы                                                             | текстильная промышленность                                | 6                                     | 66                         | в 1914 году       |